# Сан-Мамес (2013)
«Сан-Маме́с» (баск. San Mames, исп. San Mamés), так же «Новый Сан-Мамес» (баск. Berria San Mames estadioan, исп. Nuevo estadio de San Mamés) — футбольный стадион в Бильбао (Страна Басков, Испания), домашняя арена футбольного клуба «Атлетик Бильбао». Построен в 2010—2013 гг. взамен старого стадиона «Сан-Мамес», служившего домашней ареной клуба с 1913 года.

## История строительства
Решение о строительстве нового стадиона было принято в 2006 году. 28 декабря 2006 начался снос здания выставочного центра, находившегося на месте будущего строительства. Процесс сноса длился почти год — до октября из 2007, потому что производилось тщательное разделение материалов для вторичной переработки.
7 марта 2007 года был представлен проект, выполненный баскским архитектором Сезаром Азкарате. Внешний вид стадиона представлял из себя «чешуйчатую» структуру из стёкол, удерживаемых металлическими конструкциями, как в сети. Подсветка фасада организована подобно Allianz-арене в Мюнхене. В течение дня стадион будет прозрачным, а ночью будет освещен, как маяк. В дни матчей стадион будет светиться клубными цветами «Атлетика» — красным и белым. Вместимость должна была составлять 56000 зрителей, стадион предполагалось разделить на три яруса. 23 марта того же года данный проект был одобрен.
В связи с кризисом в 2008 — 2009 годах строительство так и не удалось начать. Закладка первого камня состоялась 26 мая 2010 года, 25 июня начались земляные работы. Потом был перерыв в несколько месяцев — до марта 2011 года, когда, наконец, начали первый этап строительства, который завершился летом 2013 года, как и было запланировано.

## Открытие
Стадион был открыт 16 сентября 2013 года, в 22:00 местного времени матчем 4-го тура Ла-Лиги сезона 2013/14. «Атлетик Бильбао» принимал «Сельту» из Виго и добился победы со счётом 3-2. Первый гол на новом стадионе забил бразилец Шарлес Диас из «Сельты».

## Вместимость
| Тип мест                 | Количество сидений |
| ------------------------ | ------------------ |
| Основные сидения         | 49 063             |
| Съёмные сидения          | 1270               |
| Места для инвалидов      | 260                |
| Места для сопровождающих | 260                |
| VIP-места                | 824                |
| Премиум-места            | 2130               |
| Королевская ложа         | 192                |
| Места для журналистов    | 162                |
| Всего                    | 53 332             |

## Выдающиеся события
- 10 мая 2018 года на стадионе прошёл финал Кубка европейских чемпионов по регби,
- 21, 22 и 26 августа 2020 года на стадионе прошли перенесённые из пандемии коронавируса матчи четверть- и полуфинала Лиги чемпионов УЕФА среди женщин 2019/20,
- 25 мая 2024 года на стадионе состоялся финал Лиги чемпионов УЕФА среди женщин 2023/24,
- 21 мая 2025 года на стадионе состоялся финал Лиги Европы УЕФА 2024/25.